# Брюнетт, Эндрю
Э́ндрю Брюне́тт (англ. Andrew Brunette; 24 августа 1973, Садбери, Канада) — бывший профессиональный канадский хоккеист, крайний нападающий. В настоящее время главный тренер клуба НХЛ «Нэшвилл Предаторз».

## Игровая карьера

### Юниорская
Брюнетт вырос в небольшом поселении Вэлли-Ист, недалеко от Садбери. Начальную часть своей юниорской карьеры он провел за команду «Рэйсайд-Бальфур Сэйбрекэтс» из Хоккейной ассоциации Северного Онтарио (NOHA).
После он был выбран в седьмом раунде драфта командой ОХЛ «Оуэн-Саунд Плэйтерз». Он был партнёром по команде ОХЛ таких будущих игроков НХЛ как Кирк Молтби, Скотт Уокер, Кевина Уикс и Джейми Сторр. В своём втором сезоне за «Оуэн-Саунд» стал лидером команды по забитым голам (51) и набранным очкам (98). Перед сезоном 1992/93 был назначен ассистентом капитана. В этом сезоне он стал главным снайпером (62), ассистентом (100) и бомбардиром (162) лиги и стал обладателем «Эдди Пауэрс Мемориал Трофи».

### Профессиональная
На драфте НХЛ 1993 года был выбран в 7-м раунде под общим 174 номером командой «Вашингтон Кэпиталз».
В НХЛ дебютировал в матче против «Чикаго Блэкхокс» 17 января 1996 года, а 29 февраля забросил свою первую шайбу в лиге в ворота «Флориды Пантерз». В течение трёх сезонов (с 1996 по 1998) Брюнетт мигрировал между «Вашингтоном» и их фарм-клубом в АХЛ «Портленд Пайретс». В последних он удерживает рекорд франшизы по суммарному количеству передач (226) за этот клуб.
26 июня 1998 года он был выбран на драфте расширения командой «Нэшвилл Предаторз». В матче против «Каролины Харрикейнз» стал автором самой первой шайбы в истории «Нэшвилла». В сезоне 1998/99 стал восьмым бомбардиром «хищников», набрав 31 (11+20) очко.
21 июня 1999 года был обменян в «Атланту Трэшерз». В первом же сезоне за команду стал лучшим её бомбардиром (50), снайпером (23) и ассистентом (27).
6 июля 2001 года как неограниченно свободный агент подписал контракт с «Миннесотой Уайлд». Перед сезоном 2001/02 был назначен одним из альтернативных капитанов команды. В первом же сезоне за «дикарей» стал лучшим ассистентом и бомбардиром команды, набрав в 81-м матче 69 (21+48) очков.
В следующем сезоне стал четвёртым бомбардиром команды в регулярном чемпионате и вторым в плей-офф. В матче против «Колорадо» он забил один из важнейших голов в истории «Уайлд», выиграв в овертайме седьмую игру четвертьфинала Западной конференции 2003 года, что принесло «Миннесоте» первую победу в серии плей-офф и отправило на пенсию будущего вратаря Зала славы Патрика Руа. Гол Брюнетта станет последним голом, забитым Патрику Руа в его карьере. Старания Брюнетта в итоге помогли «Уайлд» дойти до финала конференции.
В сезоне 2003/04 стал вторым бомбардиром «дикарей», набрав 49 (15+34), однако «Миннесота» заняла последнее место в Северо-Западном дивизионе и не попала в плей-офф. В локаутном сезоне 2004/05 нигде не выступал.

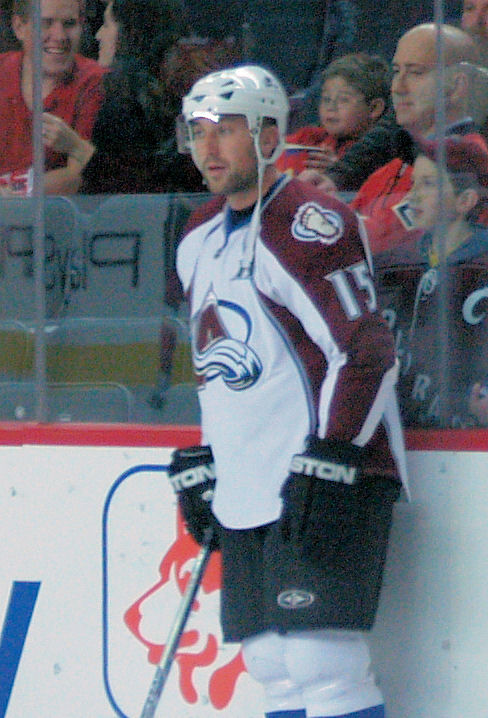
Брюнетт в составе «Эвеланш» в 2007 году

6 августа 2005 года как неограниченно свободный агент подписал контракт с «Колорадо Эвеланш». В составе «лавин» зачастую выступал в звене с Джо Сакиком, чем значительно улучшил свою статистику. В первом сезоне отметился 63 (24+39) очками за новый клуб. В плей-офф, наряду с Сакиком, стал лучшим бомбардиром команды, набрав 9 (3+6) очков в 9-и встречах. 30 апреля 2006 года забил победный гол в овертайме пятого матча 1/4 запада серии против «Даллас Старз», выведя «лавин» в следующий раунд.
В сезоне 2006/07 достиг личных рекордных показателей, набрав 83 (27+56) очков в 82-х встречах, однако «Эвеланш» заняли 9-е место на западе и не попали в плей-офф. 26 октября 2007 года набрал свое 500-е очко в НХЛ.
В 2008 году, когда его контракт с «Колорадо» истёк, Брюнетт вернулся в «Миннесоту» еще на три сезона, в которых суммарно забил 65 шайб, дважды становясь вторым бомбардиром команды. Впрочем «дикари» провели все 3 сезона без плей-офф. С 2002 по 2009 год Брюнетт сыграл без пропусков в 509-и матчах подряд. Тем не менее в сезоне 2008/09 ему у него произошёл разрыв крестообразной связки правого колена, но он настоял на завершении сезона, прежде чем сделать операцию в межсезонье.
1 июля 2011 года подписал однолетний контракт на сумму $ 2 млн. с «Чикаго Блэкхокс», в составе которых и завершил свою игровую карьеру, отметившись 27 (12+15) очками в 78-и встречах в сезоне 2011/2012.

## Тренерская карьера
С 2012 по 2014 год и в сезоне 2016/17 Брюнетт был помощником генерального менеджера «Миннесоты Уайлд» Чака Флетчера, а в сезоне 2017/18 был его ассистентом. В сезоне 2018/19 также был помощником генерального менеджера «Миннесоты» Пола Фентона.
В сезонах 2014/15 и 2015/16 в «Уайлд» был ассистентом в тренерских штабах Майка Йео, а позже Джона Торчетти.
4 июня 2019 года он присоединился к «Флориде Пантерз», став ассистентом в штабе главного тренера Джоэля Кенневилля. 29 октября 2021 года Брюнетт был назначен исполняющим обязанности главного тренера «Флориды» после того, как Кенневилль подал в отставку с поста главного тренера «Флориды» из-за дела о сексуальном насилии в «Чикаго Блэкхокс» в 2010 году. «Пантерз», начав сезон с семи побед подряд при Кенневилле, стали обладателем Президентского кубка при Брюнетте, впервые в своей истории, набрав 122 очка. В плей-офф под руководством Брюнетта «пантеры» впервые прошли первый раунд с 1996 года, обыграв «Кэпиталз» 4–2 в серии, но во втором раунде всухую уступили «Лайтнинг» 0–4. По окончании сезона стал одним из финалистов на Джек Адамс Эворд — приза лучшему тренеру. Также по ходу сезона канадец был главным тренером Атлантического дивизона на матче всех звёзд.
В межсезонье была большая неопределенность относительно будущего Брюнетта на посту главного тренера «южан». 22 июня 2022 года «Пантерз» объявили, что Пол Морис станет новым главным тренером. Брюнетту предложили значительную должность в организации, однако он решил уйти в «Нью-Джерси Девилз», войдя в тренерский штаб Линди Раффа и подписав трёхлетний контракт. С «дьяволами» прошёл первый раунд, что им не удавалось с 2012 года, но во втором раунде «Девилз» проиграли в пяти матчах «Каролине», 1–4 в серии.
31 мая 2023 года, после одного сезона в «Нью-Джерси», Брюнетт был назначен главным тренером клуба «Нэшвилл Предаторз», за который он ранее выступал, будучи игроком.

## Статистика

### В качестве игрока
```
                                            --- Regular Season ---  ---- Playoffs ----
Season   Team                        Lge    GP    G    A  Pts  PIM  GP   G   A Pts PIM
--------------------------------------------------------------------------------------
1989-90  Rayside-Balfour Sabrecats   NOHA   32   38   65  103    0
1989-90  Rayside-Balfour Canadians   NOJHA   4    1    1    2    0
1990-91  Owen Sound Platers          OHL    63   15   20   35   13  --  --  --  --  --
1991-92  Owen Sound Platers          OHL    66   51   47   98   42   5   5   0   5   8
1992-93  Owen Sound Platers          OHL    66   62  100  162   91   8   8   6  14  16
1993-94  Hampton-Roads Admirals      ECHL   20   12   18   30   32   7   7   6  13  18
1993-94  Portland Pirates            AHL    23    9   11   20   10   2   0   1   1   0
1993-94  Providence Bruins           AHL     3    0    0    0    0  --  --  --  --  --
1994-95  Portland Pirates            AHL    79   30   50   80   53   7   3   3   6  10
1995-96  Portland Pirates            AHL    69   28   66   94  125  20  11  18  29  15
1995-96  Washington Capitals         NHL    11    3    3    6    0   6   1   3   4   0
1996-97  Portland Pirates            AHL    50   22   51   73   48   5   1   2   3   0
1996-97  Washington Capitals         NHL    23    4    7   11   12  --  --  --  --  --
1997-98  Portland Pirates            AHL    43   21   46   67   64  10   1  11  12  12
1997-98  Washington Capitals         NHL    28   11   12   23   12  --  --  --  --  --
1998-99  Nashville Predators         NHL    77   11   20   31   26  --  --  --  --  --
1999-00  Atlanta Thrashers           NHL    81   23   27   50   30  --  --  --  --  --
2000-01  Atlanta Thrashers           NHL    77   15   44   59   26  --  --  --  --  --
2001-02  Minnesota Wild              NHL    81   21   48   69   18  --  --  --  --  --
2002-03  Minnesota Wild              NHL    82   18   28   46   30  18   7   6  13   4
2003-04  Minnesota Wild              NHL    82   15   34   49   12  --  --  --  --  --
2005-06  Colorado Avalanche          NHL    82   24   39   63   48   9   3   6   9   8
2006-07  Colorado Avalanche          NHL    50   18   27   45   22  --  --  --  --  --
2007-08  Colorado Avalanche          NHL    82   19   40   59   14  10   5   3   8   2
2008-09  Minnesota Wild              NHL    80   22   28   50   18  --  --  --  --  --
2009-10  Minnesota Wild              NHL    82   25   36   61   12  --  --  --  --  --
2010-11  Minnesota Wild              NHL    82   18   28   46   16  --  --  --  --  --
2011-12  Chicago Blackhawks          NHL    78   12   15   27    4   6   1   0   1   0
--------------------------------------------------------------------------------------
         Всего в НХЛ                      1110  268  465  733  314  49  17  18  35  14

```

### В качестве тренера
| Клуб                      | Сезон                    | Регулярный чемпионат | Регулярный чемпионат | Регулярный чемпионат | Регулярный чемпионат | Регулярный чемпионат | Регулярный чемпионат | Плей-офф | Плей-офф | Плей-офф | Плей-офф                            |
| Клуб                      | Сезон                    | И                    | В                    | П                    | ПО                   | Очки                 | Место                | В        | П        | % побед  | Итог                                |
| ------------------------- | ------------------------ | -------------------- | -------------------- | -------------------- | -------------------- | -------------------- | -------------------- | -------- | -------- | -------- | ----------------------------------- |
| Флорида Пантерз           | 2021/22                  | 75                   | 51                   | 18                   | 6                    | (108)                | 1-е в Атлантическом  | 4        | 6        | .400     | Поражение во 2-м раунде (Тампа-Бэй) |
| Всего во Флориде Пантерз  | Всего во Флориде Пантерз | 75                   | 51                   | 18                   | 6                    |                      |                      | 4        | 6        | .400     | 1 участие в плей-офф                |
| Нэшвилл Предаторз         | 2023/24                  |                      |                      |                      |                      |                      |                      |          |          |          |                                     |
| Всего в Нэшвилл Предаторз |                          |                      |                      |                      |                      |                      |                      |          |          |          |                                     |
| Всего в НХЛ               | Всего в НХЛ              | 75                   | 51                   | 18                   | 6                    |                      |                      | 4        | 6        | .400     | 1 участие в плей-офф                |